# Agrostis procera
Agrostis procera é uma espécie de gramínea do gênero Agrostis, pertencente à família Poaceae.